# Гура-Веїй (Арад)
Гура-Веїй (рум. Gura Văii) — село у повіті Арад в Румунії. Входить до складу комуни Плешкуца.
Село розташоване на відстані 355 км на північний захід від Бухареста, 84 км на схід від Арада, 106 км на південний захід від Клуж-Напоки, 107 км на північний схід від Тімішоари.

## Населення
За даними перепису населення 2002 року у селі проживали 193 особи, усі — румуни. Усі жителі села рідною мовою назвали румунську.